# منصور حاجیان
 منصور حاجیان  بازیکن سابق فوتبال اهل ایران است. وی سابقه بازی در تیم‌های شاهین تهران و تاج تهران را دارد. وی سابقه ۶ بازی ملی نیز در کارنامه دارد.